# Tezan Lineae
Le Tezan Lineae sono una struttura geologica della superficie di Venere.